# Wish Bone
Wish Bone, właśc. Charles C. Scruggs (ur. 21 lutego 1975) – amerykański raper, wokalista i członek grupy Bone Thugs-n-Harmony.

## Kariera
Urodzony 21 lutego 1975 r. Wish Bone jest młodszym kuzynem Layziego Bone’a i Flesh’n’Bone’a. Nie osiągnął takiego solowego sukcesu jak pozostali członkowie grupy Bone Thugs-n-Harmony. Jest synem Charles’a "Lil Wish" Scruggsa III. Odegrał krótki epizod w albumie Mo Thugs Family. Wraz ze swoim kolegą Krayzie Bone’em założył wytwórnię Thugline Records.
W 1993 r. wraz z kuzynami Layzie Bone (Steven Howse) i Flesh’n’Bone (Stanley Howse) oraz przyjaciółmi Bizzy Bone (Bryon McCane) i Krayzie Bone (Anthony Henderson) założył grupę muzyczną Bone Thugs-n-Harmony.
Wystąpił gościnnie w utworze "Breakdown" razem z Mariah Carey i Krayzie Bone.